# Никольское (Мордовия)
Никольское — село в Торбеевском районе Мордовии, центр сельской администрации.  В Никольскую сельскую администрацию входит деревня Самбур.
Население 340 чел. (2023), в основном русские.

## История
В «Списке населённых мест Тамбовской губернии» (1862) Никольское (Лачиново; по фамилии владельцев населенного пункта Лачиновых; встречается с середины 15 в.) — село владельческое при р. Златке из 80 дворов (660 чел.). Расположено в 9 км от районного центра и 6 км от железнодорожной станции Торбеево. Названо по Никольской церкви. 
В 1930-е гг. в Никольском был образован колхоз «Ленинский путь», с 1996 г. — СХПК «Никольский». 

## Инфраструктура
В современном селе — основная школа, библиотека, Дом культуры, Дом быта, универмаг; памятник воинам, погибшим в годы Великой Отечественной войны.

## Известные люди
В селе родились:
- Параскева Дивеевская (Паша Саровская)[2][3].
- А. Г. Фомин — генерал-майор
- Е. Ф. Букаев — генеральный директор ОАО «Авторемонтный завод „Саранский“».

## Источник
- Энциклопедия Мордовия, В. П. Лузгин.